# 론다 (이탈리아)
론다(이탈리아어: Londa)는 이탈리아 토스카나주 피렌체현에 있는 코무네이다.